# 8-й запасной истребительный авиационный полк
8-й запасно́й истреби́тельный авиацио́нный полк (8-й зиап) — учебно-боевая воинская часть Военно-воздушных сил (ВВС) РККА СССР, занимавшаяся обучением, переподготовкой и переучиванием лётного состава строевых частей ВВС РККА в период боевых действий во время Великой Отечественной войны, осуществлявшая подготовку маршевых полков и отдельных экипажей на самолетах Як.

## Наименования полка
- 8-й запасной истребительный авиационный полк
- 47-й отдельный учебно-тренировочный авиационный полк

| Як-9 | Як-9УМ | Як-9 |

## Создание полка
8-й запасной истребительный авиационный полк сформирован 18 июля 1941 года в ВВС Приволжского военного округа в пос. Багай-Барановка Вольского района Саратовской области.

## Основное назначение полка
8-й запасной истребительный авиационный полк осуществлял подготовку маршевых полков и отдельных экипажей на самолетах типа Як.

## Переформирование полка
- 8-й запасной истребительный авиационный полк 8 декабря 1945 года был переформирован в 47-й отдельный учебно-тренировочный авиационный полк в соответствии с Директивой Главного штаба ВВС[1].

## В составе соединений и объединений
| Период        | Округ                     | армия      | дивизия                          | примечание                                                            |
| ------------- | ------------------------- | ---------- | -------------------------------- | --------------------------------------------------------------------- |
| 18.07.1941 г. | Приволжский военный округ | ВВС округа |                                  |                                                                       |
| 23.12.1941 г. | Приволжский военный округ | ВВС округа | 3-я запасная авиационная бригада |                                                                       |
| 08.12.1945 г. | Приволжский военный округ | ВВС округа | 3-я запасная авиационная бригада | переформирован в 47-й отдельный учебно-тренировочный авиационный полк |
| 14.06.1946 г. | Приволжский военный округ | ВВС округа | 3-я запасная авиационная бригада | 47-й отдельный учебно-тренировочный авиационный полк расформирован    |

## Подготовка лётчиков
Процесс переучивания лётного состава был типовым: с фронта отводился полк, потерявший большое количество лётного состава, производилось его пополнение до штатных нормативов, лётчики переучивались на новую материальную часть. Полк получал новые самолёты и снова отправлялся на фронт. Таким образом, запасной полк распределял самолеты, поступающие с заводов и с ремонтных баз.
В целях приобретения боевого опыта командно-инструкторский состав запасных авиационных полков направляли в авиационные полки действующей армии.

## Базирование
| Период            | Аэродром                                                |
| ----------------- | ------------------------------------------------------- |
| 07.1941 — 06.1946 | г. Багай-Барановка Вольского района Саратовской области |

## Самолёты на вооружении
| Период      | Самолёты |
| ----------- | -------- |
| 1941 — 1946 | Як-7УТИ  |
| 1944 — 1946 | Як-9     |
| 1941 — 1943 | Як-1     |

## Подготовленные полки
- 66-й гвардейский истребительный авиационный полк
- 1-й истребительный авиационный полк (25.12.1941 — 16.02.1942, переименован 774-й истребительный авиационный полк)
- 2-й истребительный авиационный полк
- 10-й истребительный авиационный полк (с 21.10.1941 г., 10.12.1941 г. переименован в 494-й иап)
- 20-й истребительный авиационный полк
- 13-й истребительный авиационный полк
- 20-й истребительный авиационный полк
- 32-й истребительный авиационный полк
- 66-й истребительный авиационный полк (переформирован, 21.10.1941 — 19.11.1941, Як-1)
- 66-й истребительный авиационный полк (доукомплектован, 05.11.1942 — 16.11.1942, Як-1)
- 91-й истребительный авиационный полк (04.1942 г.)
- 91-й истребительный авиационный полк (03.1944 г.)
- 122-й истребительный авиационный полк (30.10.1943 — 18.11.1943, укомплектован Як-1)
- 176-й истребительный авиационный полк (05.11.1942 — 01.01.1943, Як-1)
- 211-й истребительный авиационный полк (сформирован 22.12.1941 г. на Як-1)
- 211-й истребительный авиационный полк (30.06.1942 — 30.08.1942, доукомплектован)
- 236-й истребительный авиационный полк
- 270-й истребительный авиационный полк
- 282-й истребительный авиационный полк ПВО (сформирован 02.10.1941 — 15.10.1941, Як-1)
- 402-й истребительный авиационный полк
- 423-й истребительный авиационный полк (сформирован в июле 1941 года на Як-1)
- 436-й истребительный авиационный полк
- 494-й истребительный авиационный полк (10.12.1941 г. переименован из 10-го иап, 16.12.1941 г. закончил переформирование и переучивание на Як-1)
- 516-й истребительный авиационный полк
- 517-й истребительный авиационный полк (с 01.07.1942 г. по 05.10.1942 на Як-7Б, включил 2-ю аэ 795-го иап из 13-го зиап))
- 518-й истребительный авиационный полк (с 16.03.1942 г. по 21.06.1942 г. на доукомплектование)
- 563-й истребительный авиационный полк
- 580-й истребительный авиационный полк (25.07.1942 — 24.08.1942, расформирован)
- 653-й истребительный авиационный полк (09.07.1942 — 14.10.1942, Як-1)
- 754-й истребительный авиационный полк (21.07.1942 — 13.08.1942, расформирован)
- 774-й истребительный авиационный полк (16.02.1942, переименован из 1-го иап, по 12.03.1942, Як-1)
- 866-й истребительный авиационный полк (доукомплектован Як-7б: 05.05.1943 — 28.05.1943)
- 894-й истребительный авиационный полк (сформирован в период с 01.04.1942 по 01.07.1942 г. на Як-1)
- 896-й истребительный авиационный полк (сформирован в период с 20.05.1942 по 02.06.1942 г. на Як-1)

## Отличившиеся воины полка
- Мыхлик Василий Ильич, до марта 1942 года проходил службу в полку в должности авиамеханика.
- Константинов Анатолий Устинович, лётчик полка по август 1942 года, гвардии капитан, удостоен звания Героя Советского Союза, будучи командиром эскадрильи 85-го гвардейского истребительного авиационного полка 6-й гвардейской истребительной авиационной дивизии 5-й воздушной армии 15 мая 1946 года. Золотая Звезда № 6327